# Адамс, Найджел
Найджел Адамс (англ. Nigel Adams; род. 30 ноября 1966, Гул) — британский политик, член Консервативной партии. Младший министр канцелярии Кабинета, министр без портфеля (2021—2022).

## Биография
Родился 30 ноября 1966 года в Гуле, провёл детство в Селби. Не получил высшего образования. Открыл собственный бизнес благодаря программе правительства Мейджора «Схема предпринимательства с гарантированным доходом», которая приносила ему 20 фунтов стерлингов в неделю (свою компанию Advanced Digital Telecom Limited Адамс продал через десять с лишним лет). В 1992 году вступил в Консервативную партию.
В 2010 году впервые был избран в Палату общин.
15 сентября 2021 года в ходе серии кадровых перестановок во втором правительстве Джонсона назначен министром без портфеля.
5 сентября 2022 года ушёл в отставку после объявления о победе Лиз Трасс на выборах лидера Консервативной партии.
11 июня 2023 года официально объявил об уходе из Палаты общин вместе с бывшим премьер-министром Борисом Джонсоном.